# Deutsche Poolbillard-Meisterschaft 1980
Die Deutsche Poolbillard-Meisterschaft 1980 war die siebte Austragung zur Ermittlung der nationalen Meistertitel der Herren in der Billardvariante Poolbillard. Sie wurde in Berlin ausgetragen.
Es wurden die Deutschen Meister in den Disziplinen 14/1 endlos, 8-Ball und 8-Ball-Pokal ermittelt.

## Medaillengewinner
| Disziplin    | Gold                          | Silber                       | Bronze                         | 4. Platz            |
| ------------ | ----------------------------- | ---------------------------- | ------------------------------ | ------------------- |
| 14/1 endlos  | Waldemar Markert              | Edgar Nickel                 | Günter Geisen                  | Jürgen Gabrowski    |
| 8-Ball       | Ulrich Lütke                  | Jürgen Grabowski             | Frank Ernike                   | Roland Feiertag     |
| 8-Ball-Pokal | Günter Geisen (LW Oberhausen) | Jürgen Grabowski (Sauerland) | Ullrich Lüdtke (PBC Oberbruch) | Rudi Below (Berlin) |